# Александър Сталийски (министър на правосъдието)
Вижте пояснителната страница за други личности с името Александър Сталийски.
Александър Цанов Сталийски е български крайнодесен политик от първата половина на ХХ век. Определян е като един от първите идеолози, организатори и теоретици на фашизма в България. Осъден и екзекутиран на 1 февруари 1945 г. от Народния съд.

## Биография
Роден е на 28 август (нов стил 10 септември) 1893 година. През 1912 г. участва в Балканските войни като доброволец. В периода 1913 – 1918 г. учи в Юридическия факултет на Софийския университет и участва като офицер в Междусъюзническата и Първата световна войни. През 1923 г. защитава докторат по конституционно право във Вюрцбург.
В периода 1923 – 1927 г. е народен представител, член на парламентарната комисия по външна политика. От 1928 до 1944 г. работи като адвокат и членува във фашистката организация Съюз „Българска родна защита“ (СБРЗ), а през 1931 година оглавява създадената като негово политическо крило Национална задруга за политическо възраждане.
През 1944 г. е назначен за министър на правосъдието. Осъден е на смърт от Народния съд, 5 милиона лева глоба и конфискация на имуществото. Реабилитиран е посмъртно от Върховния съд на 26 август 1996 г.
Негов син е политикът от Демократическата партия и СДС Александър Сталийски.

## Трудове
Сталийски е автор на трудове за фашизма. Сред тях са:
- Фашисткото учение за държавата (1929 г.)
- Фашизъм. Българско обяснение на фашисткото националистическо учение (1929 г.)
- Поява и развой на фашизма (1934 г.)

### На български
- Бекерле, А. Х., Тошкова, В. (1992). Из дневника на Бекерле – Пълномощен министър на Третия Райх в България. ИК „Христо Ботев“. ISBN 954-445-006-8
- Василев, К. (Ред.). (1987). Отечествен фронт: документи и материали в пет тома. София: ОФ.
- Димитров, И. (1995). Иван Багрянов – царедворец, политик, държавник: Исторически очерк. АИ „Проф. Марин Дринов“. ISBN 954-430-365-0
- Милкова, Ф. (1992). Българската държава и изключителното ѝ законодателство през периода 1923 – 1944 г. УИ „Свети Климент Охридски“.
- Поппетров, Н. (съставител) (2009). Социално наляво, национализмът – напред. Програмни и организационни документи на български авторитаристки националистически формации. София: ИК „Гутенберг“. ISBN 978-954-617-060-6
- Цураков, А. (2008). Енциклопедия на правителствата, народните събрания и атентатите в България. КК „Труд“. ISBN 978-954-528-790-9

### На английски
- Żarnowski, J. (1983). Dictatorships in East-Central Europe, 1918 – 1939: Anthologies. Wrocław: Zakład Narodowy im. Ossolińskich. ISBN 978-83-04-01171-7